# Hit (miasto)
Hit (arab. هيت) – miasto nad Eufratem, w środkowym Iraku, położone w muhafazie Al-Anbar na północny zachód od Ar-Ramadi, stolicy tej muhafazy. Zamieszkane przez około 35 000 mieszkańców. W starożytności sławne ze znajdujących się tu naturalnych źródeł bituminów.

## Historia miasta w starożytności
Nazwa miasta pojawia się po raz pierwszy w listach z Mari pochodzących z okresu starobabilońskiego (1 poł II tys. p.n.e.), ale nie jest wykluczone, iż istniało ono już wcześniej, w okresie akadyjskim (2 poł. III tys. p.n.e.), kiedy to nosiło najprawdopodobniej nazwę Tuttul (nie mylić ze starożytnym miastem Tuttul w północnej Syrii). W okresach średnioasyryjskim (ok. 1375-935 p.n.e.) i nowoasyryjskim (934-612 p.n.e.) znajdowało się pod kontrolą Asyrii, będąc ważną twierdzą na granicy z Babilonią.
Już w starożytności Hit znane było ze swych bituminów, używanych w budownictwie i do uszczelniania łodzi. Nie jest wykluczone, iż sama nazwa miasta pochodzi od akadyjskiego słowa ittû, znaczącego bitumen. Herodot wymienia Hit (w jego Dziejach nosi on nazwę Is) jako źródło bituminów używanych przez Nabuchodonozora II przy jego pracach budowlanych w Babilonie.